# 1922 год в музыке

## События
- Написана песня «Взвейтесь кострами, синие ночи».
- Основана Чикагская городская опера.
- Основан Персимфанс.
- Основан Рочестерский филармонический оркестр.
- Основан Торонтский симфонический оркестр.

## Классическая музыка
- 12 мая — премьера «Фраскиты» Легара.
- 18 мая — премьера «Байки про лису…» Стравинского.
- Франсис Пуленк:
Соната для валторны, трубы и тромбона
Соната для кларнета и фагота

## Родились

### Январь
- 1 января — Анджей Хиольский (ум. 2000) — польский оперный певец (лирический баритон) и музыкальный педагог
- 7 января — Жан-Пьер Рампаль (ум. 2000) — французский флейтист
- 10 января — Эстер Мяги (ум. 2021) — советский и эстонский композитор и музыкальный педагог

### Февраль
- 5 февраля — Кайла Гринбаум (ум. 2017) — британская пианистка и композитор
- 18 февраля — Игорь Катаев (ум. 2020) — советский, чешский и российский пианист и композитор
- 22 февраля — Андре Азриель (ум. 2019) — австрийский и немецкий композитор и педагог
- 24 февраля — Феликс Вердер (ум. 2012) — австралийский композитор, музыкальный критик и педагог немецкого происхождения

### Март
- 11 марта — Борис Яровинский (ум. 2000) — советский и украинский композитор и дирижёр

### Апрель
- 16 апреля — Марк Минский (ум. 1999) — советский оперный режиссёр и театральный педагог
- 21 апреля — Пьер Пети (ум. 2000) — французский композитор, музыкальный педагог и музыкальный критик
- 24 апреля — Матти Калерво Лехтинен (ум. 2022) — финский певец (баритон)
- 29 апреля — Тутс Тилеманс (ум. 2016) — бельгийский и американский исполнитель на губной гармонике, гитарист и мастер художественного свиста

### Май
- 5 мая — Моника Льюис[англ.] (ум. 2015) — американская актриса и певица
- 7 мая — Владимир Курочкин (ум. 2002) — советский и российский актёр, оперный режиссёр и музыкальный педагог
- 15 мая — Аугустинас Армонас (ум. 2017) — советский и литовский флейтист, музыкальный педагог и дирижёр
- 27 мая — Кристофер Ли (ум. 2015) — британский актёр и певец
- 29 мая — Янис Ксенакис (ум. 2001) — французский композитор и архитектор греческого происхождения
- 31 мая — Елизавета Мнацаканова (ум. 2019) — советская и австрийская поэтесса, переводчица и музыковед

### Июнь
- 3 июня — Георгий Ансимов (ум. 2015) — советский и российский актёр и оперный режиссёр
- 6 июня — Данута Квапишевская (ум. 1999) — польская балерина и скульптор
- 10 июня — Леонард Герш (ум. 2002) — американский драматург, сценарист и композитор

### Июль
- 2 июля — Генрих Вагнер (ум. 2000) — советский и белорусский композитор и музыкальный педагог
- 19 июля — Кира Леонова (ум. 1999) — советская и российская оперная певица (меццо-сопрано)
- 24 июля — Бернард Ладыш (ум. 2020) — польский оперный певец (бас) и актёр
- 26 июля
  - Жерар Кальви (ум. 2015) — французский композитор и дирижёр
  - Анджей Кошевский[пол.] (ум. 2015) — польский композитор, музыковед и музыкальный педагог
- 30 июля — Збигнев Вишневский (ум. 1999) — польский композитор, музыковед и музыкальный педагог

### Август
- 15 августа — Борис Сичкин (ум. 2002) — советский и американский киноактёр, танцор и хореограф
- 25 августа — Иври Гитлис (ум. 2020) — израильский скрипач

### Сентябрь
- 1 сентября — Андрей Климов (ум. 2015) — советский и российский артист балета и балетмейстер
- 3 сентября — Яо Ли (ум. 2019) — китайская певица
- 13 сентября — Чарльз Браун (ум. 1999) — американский блюзовый певец и пианист
- 20 сентября — Исбат Баталбекова (ум. 1999) — советская и российская кумыкская оперная певица (меццо-сопрано)
- 22 сентября — Иветт Орнер (ум. 2018) — французская аккордеонистка
- 27 сентября — Ольга Сергеева (ум. 2002) — советская и российская фольклорная певица

### Октябрь
- 13 октября — Жилберту Мендеш (ум. 2016) — бразильский композитор
- 17 октября — Луис Бонфа (ум. 2001) — бразильский гитарист и композитор
- 18 октября — Чжу Цзяньэр (ум. 2017) — китайский композитор
- 28 октября — Гершон Кингсли (ум. 2019) — американский композитор немецкого происхождения
- 29 октября — Прасковья Ботезат (ум. 2001) — советская и молдавская оперная певица (лирическое сопрано) и музыкальный педагог

### Ноябрь
- 2 ноября — Дьёрдь Шебёк (ум. 1999) — венгерский и американский пианист и музыкальный педагог
- 7 ноября — Ал Хирт (ум. 1999) — американский джазовый трубач
- 9 ноября — Луиза Восгерчян (ум. 2000) — американская пианистка и музыкальный педагог
- 15 ноября — Раушангуль Илахунова (ум. 2000) — советская и казахская актриса и певица
- 20 ноября — Магафура Салигаскарова (ум. 2015) — советская и российская оперная певица (меццо-сопрано)
- 30 ноября
  - Манвел Бегларян (ум. 2002) — советский и армянский композитор, дирижёр и музыкальный педагог
  - Павел Ядых (ум. 2000) — советский и российский дирижёр

### Декабрь
- 8 декабря — Джин Ритчи[англ.] (ум. 2015) — американская певица, музыкант и автор песен
- 13 декабря — Анатолий Александрович (ум. 2016) — советский и российский оперный и эстрадный певец
- 23 декабря — Мишлин Остермейер (ум. 2001) — французская легкоатлетка и пианистка
- 31 декабря — Галина Черны-Стефаньска (ум. 2001) — польская пианистка

## Скончались

### Январь
- 23 января — Гуго Варлих (65/66) — русский и советский дирижёр чешского происхождения
- 26 января — Луиджи Денца (75) — итальянский композитор и музыкальный педагог

### Февраль
- 7 февраля — Рудольф Гуммерт (59/60) — русский музыкальный педагог, пианист и композитор
- 21 февраля — Оскар Берингер (77) — британский пианист немецкого происхождения
- 22 февраля — Джон Нокс Бокве (66) — южноафриканский журналист, педагог, пресвитер, поэт и композитор

### Март
- 6 марта — Жанна Дювинаж (78) — французская пианистка
- 27 марта — Николай Соколов (63) — русский композитор и музыковед

### Апрель
- 7 апреля — Сэмюэл Дин Гримсон (79/80) — британский скрипач
- 12 апреля — Франтишек Ондржичек (64) — чешский скрипач, педагог и композитор
- 21 апреля — Алессандро Морески (63) — итальянский певец-кастрат
- 29 апреля — Кирилл Стеценко (39) — украинский композитор, хоровой дирижёр, музыкальный критик и педагог

### Май
- 16 мая — Эуджения Бурцио (49) — итальянская оперная певица (сопрано)
- 28 мая — Карл Тейке (58) — немецкий композитор, дирижёр и гобоист

### Июнь
- 8 июня — Вилем Земанек (47) — чешский дирижёр
- 20 июня — Витторио Монти (54) — итальянский скрипач, композитор и дирижёр

### Июль
- 25 июля — Ярослав Зелиньский (78) — американский пианист, композитор и музыкальный критик польского происхождения

### Август
- 19 августа — Фелипе Педрель (81) — испанский композитор, музыковед и педагог

### Сентябрь
- 9 сентября — Йоханнес Мессарт (65) — нидерландский камерный певец (бас) и музыкальный педагог
- 15 сентября — Василий Виллуан (71) — русский скрипач, пианист, композитор, дирижёр и музыкальный педагог
- 18 сентября — Эльвира Репетто-Тризолини (72/73) — итальянская оперная певица (колоратурное сопрано)

### Октябрь
- 29 октября — Луис Дункер Лавалье (48) — перуанский композитор

### Ноябрь
- 1 ноября — Наталия Ирецкая (79) — русская оперная певица (сопрано) и музыкальный педагог
- 12 ноября — Август Дюсберг (55) — австрийский скрипач
- 14 ноября
  - Йозеф Вернер (85) — немецкий виолончелист, композитор и музыкальный педагог
  - Карл Михаэль Цирер (79) — австрийский композитор и дирижёр
- 18 ноября — Эдмондо Лучини (35/36) — итальянский скрипач и музыкальный педагог

### Декабрь
- 23 декабря — Карл Генрих Барт (75) — немецкий пианист и музыкальный педагог

### Без точной даты
- Анджело Де Санти (74/75) — итальянский священник и музыковед
- Платон Карсавин (67/68) — русский артист балета и балетный педагог
- Генрих Кифер (54/55) — немецкий виолончелист
- Вильгельм Кречман (73/74) — русский флейтист и музыкальный педагог немецкого происхождения
- Александр Манн (57/58) — русский филолог, переводчик и композитор